# Демирказик
Демирказик (тур. Demirkazık, также Демиркозык) — высочайшая вершина Центрального Тавра (Аладаглар) в турецкой провинции Нигде. Высота составляет 3726 м. Первое восхождение на вершину было совершено в 1927 году. 